# Cappy, Somme

Cappy este o comună în departamentul Somme, Franța. În 1 ianuarie 2022 avea o populație de 548 de locuitori.